# Ariarathes 5. af Kappadokien
Ariarathes 5. Eusebes Filopator (? – 130 f.Kr.) var konge af Kappadokien 163 f.Kr. til 130 f.Kr. efter faderen Ariarathes 4.
Født som Mithridates, kaldte han sig ved tronbestigelsen for Ariarathes 5. Han var en lærd konge, der kendte til filosofi og kunst. I sin ungdom havde han studeret i Athen og muligvis også i Rom. Under opholdet i Athen lader det til at han blev venner med den fremtidige konge af Pergamon, Attalos II af Pergamon
Da kong Demetrios 1. i 162 f.Kr. kom til magten i det fallerede Seleukiderige ønskede han at genoprette den seleukidiske magt i Lilleasien. Han tilbød derfor Ariarathes ægteskab med sin søster, men denne afslog ud af loyalitet til Rom og Pergamon. Demetrios 1. fik som straf afsat Ariarathes og indsat en påstået halvbror ved navn Orofernes. Med romersk hjælp fik Ariarathes dog magten i kongeriget igen, men måtte for en tid regere i fællesskab med Orofernes.
Ariarathes 5. deltog sammen med kong Attalos II af Pergamon i en krig mod kong Prusias 2. af Bithynien, i hvilken krig han sendte sønnen Demetrios, der faldt i kamp. Som belønning for krigsindsatsen modtog Ariarathes på vegne af Kappadokien områderne Lykaonien og dele af Kilikien.
Ariarathes var gift med prinsesse Nysa, en mulig datter af kong Farnakes 1. af Pontos, med hvem han fik seks sønner, hvoraf den sidste – Ariarathes 6. efterfulgte ham.